# Dayton (Iowa)

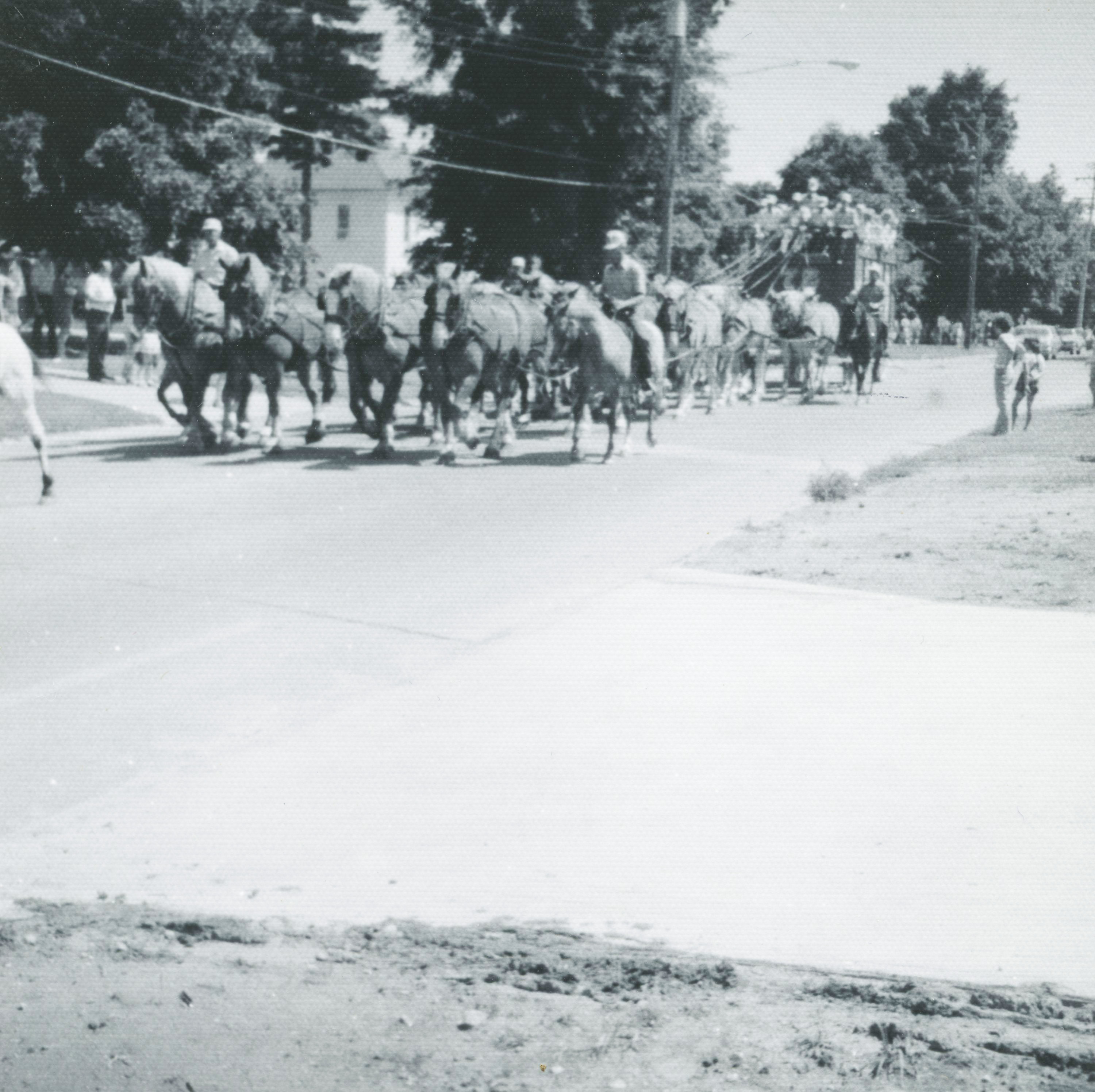
Défilé annuel de Dayton. Iowa, 1970

Pour les articles homonymes, voir Dayton.
Dayton est une ville des États-Unis située dans le comté de Webster dans l’État de l'Iowa. Au recensement de 2012, sa population était de 837 habitants.

## Source
- (en) Cet article est partiellement ou en totalité issu de l’article de Wikipédia en anglais intitulé « Dayton, Iowa » (voir la liste des auteurs).